# Earnie Shavers
Earnie Dee Shaver (Garland, Alabama, 31 de agosto de 1944-1 de septiembre de 2022), más conocido como Earnie Shavers, fue un boxeador estadounidense. Shavers compitió en el mundo del boxeo de 1969 a 1983, con dos posteriores incursiones en 1987 y 1995. Fue dos veces aspirante al título mundial de los pesos pesados. Muchos críticos lo consideraban el púgil con mayor pegada de la historia del boxeo. Ganó 68 peleas por fuera de combate, veintitrés de ellas en el primer asalto.

## Biografía
Empezó a boxear a la tardía edad de veintidós años, completó un impresionante récord al vencer por nocaut en 44 de sus 47 primeros combates, veintisiete de ellos consecutivos y veinte en el primer asalto. Por otra parte, sufrió sendas derrotas ante Ron Staedler y Stan Johnson.
Entre sus victorias destacan las que logró ante un principiante Jimmy Young, quien luego se convertiría en un notable púgil, y un nocaut en el primer asalto ante Jimmy Ellis, quien fue campeón de la Asociación Mundial de Boxeo (AMB). Su progresión sufrió un retroceso al ser derrotado por nocaut en el primer asalto por Jerry Quarry, a lo que siguió una nueva derrota ante Bob Stallings.
Posteriormente protagonizó una dura pelea contra Ron Lyle, quien destacaba también por su dura pegada. En el sexto asalto, el árbitro detuvo el combate y dio la victoria a Lyle. En los siguientes combates derrotó por nocaut a Howard King, otro gran pegador, y a Roy Willams, una pelea en la que Shavers estuvo a punto de ser noqueado y de la que dijo que fue una de las más duras de su carrera boxística.
El 29 de septiembre de 1977, en Nueva York, con una estadística de 54 peleas ganadas (52 por nocaut), cinco derrotas y un combate nulo, se enfrentó a Muhammad Alí. La pelea se retransmitió en horario de máxima audiencia por la cadena NBC, la cual raramente retransmitía combates de boxeo en esa franja horaria. En ella se pactó que los jueces anunciarían al finalizar cada asalto qué púgil había resultado ganador para evitar controversias. En el segundo asalto Shavers alcanzó a Alí con un terrible derechazo. Durante la pelea Alí exageraba sus movimientos de tal modo que parecía que estaba actuando, lo que hizo dudar a Shavers. Shavers y Alí consiguieron ganar alternativamente varios asaltos, pero el quinto, ganado por Alí, resultó decisivo, aunque para ganar Alí tuvo que resistir los embates de Shavers en los tres asaltos finales.
En una eliminatoria entre aspirantes al título de campeón del mundo, Shavers noqueó en el primer asalto a Ken Norton, quien había vencido anteriormente a Muhammad Alí. El 29 de septiembre de 1979, justamente dos años después de su derrota con Alí, en Paradise (estado de Nevada), Shavers se enfrentó como aspirante al título mundial de los pesos pesados ante el entonces campeón Larry Holmes. En el séptimo asalto Shavers envió a la lona a Holmes de un potente puñetazo, aunque posteriormente sería él, en el undécimo asalto, quien acabó en la lona al ser derribado por Holmes después de recibir castigo. Holmes, conocido por su capacidad de encajar golpes, reconoció posteriormente que el puñetazo de Shavers que lo derribó fue el más duro que había recibido en toda su carrera.

## Combates
| Palmarés                 | Palmarés                                                  |
| ------------------------ | --------------------------------------------------------- |
| Número total de combates | 89                                                        |
| Combates ganados         | 74 (68 de ellos por nocaut, 6 a los puntos)               |
| Combates perdidos        | 14 (7 por nocaut, 6 a los puntos y 1 por descalificación) |
| Combates nulos           | 1                                                         |

| N.º | Resultado | Balance | Rival            |       | Asalto  | Fecha      | Localidad                         |
| --- | --------- | ------- | ---------------- | ----- | ------- | ---------- | --------------------------------- |
| 89  | Derrota   | 74-14-1 | Brian Yates      | KO    | 2 (10)  | 24/11/1995 | Wisconsin Dells, Wisconsin        |
| 88  | Victoria  | 74-13-1 | Brian Morgan     | PTS   | 8       | 19/9/1995  | Omaha, Nebraska                   |
| 87  | Victoria  | 73-13-1 | Larry Sims       | KO    | 2 (10)  | 16/5/1987  | Cincinnati, Ohio                  |
| 86  | Derrota   | 72-13-1 | George Chaplin   | DESC. | 9 (10)  | 1/3/1983   | Baltimore, Maryland               |
| 85  | Victoria  | 72-12-1 | Rahim Muhammad   | PTS   | 10      | 29/6/1983  | El Paso, Tejas                    |
| 84  | Victoria  | 71-12-1 | Tony Perea       | KO    | 7 (10)  | 5/11/1982  | El Paso, Tejas                    |
| 83  | Victoria  | 70-12-1 | Phil Clinard     | KOT   | 2 (8)   | 14/10/1982 | Tulsa, Oklahoma                   |
| 82  | Victoria  | 69-12-1 | Chuck Gardner    | KO    | 2 (10)  | 5/9/1982   | Wales, Wisconsin                  |
| 81  | Derrota   | 68-12-1 | Walter Santemore | PTS   | 10      | 17/8/1982  | Lafayette, Luisiana               |
| 80  | Victoria  | 68-11-1 | Billy Joe Thomas | KO    | 5 (10)  | 22/6/1982  | Houston, Tejas                    |
| 79  | Derrota   | 67-11-1 | James Tillis     | PTS   | 10      | 11/6/1982  | Paradise, Nevada                  |
| 78  | Victoria  | 67-10-1 | Danny Sutton     | KOT   | 7 (10)  | 15/5/1982  | Charleston, California            |
| 77  | Victoria  | 66-10-1 | Joe Bugner       | KOT   | 2 (10)  | 8/5/1982   | Dallas, Tejas                     |
| 76  | Victoria  | 65-10-1 | Alí Haakim       | PTS   | 10      | 22/4/1982  | Traverse, Míchigan                |
| 75  | Victoria  | 64-10-1 | Jeff Sims        | KO    | 5 (10)  | 11/12/1981 | Nasáu, Nueva Providencia          |
| 74  | Victoria  | 63-10-1 | Mike Rodgers     | KO    | 2 (10)  | 9/9/1981   | Lansing, Míchigan                 |
| 73  | Victoria  | 62-10-1 | Terry Mims       | KO    | 2 (10)  | 29/7/1981  | Saginaw, Míchigan                 |
| 72  | Victoria  | 61-10-1 | Ted Wadkins      | KOT   | 2 (10)  | 17/10/1980 | West Palm Beach, Florida          |
| 71  | Derrota   | 60-10-1 | Randall Cobb     | KOT   | 8 (10)  | 2/8/1980   | Detroit, Míchigan                 |
| 70  | Victoria  | 60-9-1  | Leroy Boone      | PTS   | 10      | 14/6/1980  | Cincinnati, Ohio                  |
| 69  | Derrota   | 59-9-1  | Bernardo Mercado | KOT   | 7 (10)  | 8/3/1980   | Vernon Township, Florida          |
| 68  | Derrota   | 59-8-1  | Larry Holmes     | KOT   | 11 (15) | 28/9/1979  | Paradise, Nevada                  |
| 67  | Victoria  | 59-7-1  | Eddie Parotte    | KOT   | 3 (10)  | 25/5/1979  | Richfield, Ohio                   |
| 66  | Victoria  | 58-7-1  | Ken Norton       | KO    | 1 (12)  | 23/3/1979  | Winchester, Nevada                |
| 65  | Victoria  | 57-7-1  | Harold Carter    | KO    | 3 (10)  | 4/12/1978  | Saginaw, Míchigan                 |
| 64  | Victoria  | 56-7-1  | John Girowski    | KO    | 4 (10)  | 9/10/1978  | Hampton, Virginia                 |
| 63  | Victoria  | 55-7-1  | Harry Terrell    | RET.  | 1 (10)  | 20/7/1978  | Virginia Beach, Virginia          |
| 62  | Derrota   | 54-7-1  | Larry Holmes     | PTS   | 12      | 25/3/1978  | Paradise, Nevada                  |
| 61  | Derrota   | 54-6-1  | Muhammad Alí     | PTS   | 15      | 29/9/1977  | Nueva York, estado de Nueva York  |
| 60  | Victoria  | 54-5-1  | Howard Smith     | KO    | 2 (10)  | 16/4/1977  | Paradise, Nevada                  |
| 59  | Victoria  | 53-5-1  | Roy Williams     | KO    | 10 (10) | 11/12/1976 | Paradise, Nevada                  |
| 58  | Victoria  | 52-5-1  | Henry Clark      | KOT   | 2 (10)  | 28/9/1976  | Nueva York, estado de Nueva York  |
| 57  | Victoria  | 51-5-1  | Henry Clark      | PTS   | 10      | 28/3/1976  | París, Isla de Francia            |
| 56  | Victoria  | 50-5-1  | Tommy Howard     | KO    | 3 (10)  | 13/11/1975 | Monroeville, Pensilvania          |
| 55  | Derrota   | 49-5-1  | Ron Lyle         | KOT   | 6 (12)  | 13/9/1975  | Denver, Colorado                  |
| 54  | Victoria  | 49-4-1  | Oliver Wright    | KOT   | 3 (10)  | 8/5/1975   | Baltimore, Maryland               |
| 53  | Victoria  | 48-4-1  | Rochell Norris   | KOT   | 10 (10) | 9/4/1975   | Binghampton, estado de Nueva York |
| 52  | Victoria  | 47-4-1  | Leon Shaw        | KO    | 1 (10)  | 11/2/1975  | Orlando, Florida                  |
| 51  | Nulo      | 46-4-1  | Jimmy Young      | PTS   | 10      | 26/11/1974 | Landover, Maryland                |
| 50  | Derrota   | 46-4    | Bob Stallings    | PTS   | 10      | 4/11/1974  | Nueva York, estado de Nueva York  |
| 49  | Victoria  | 46-3    | Roy Wallace      | KO    | 1 (10)  | 16/5/1974  | San José, California              |
| 48  | Derrota   | 45-3    | Jerry Quarry     | KOT   | 1 (10)  | 14/12/1973 | Nueva York, estado de Nueva York  |
| 47  | Victoria  | 45-2    | Jimmy Ellis      | KO    | 1 (10)  | 18/6/1973  | Nueva York, estado de Nueva York  |
| 46  | Victoria  | 44-2    | Harold Carter    | KO    | 1 (10)  | 12/5/1973  | Windsor, Ontario                  |
| 45  | Victoria  | 43-2    | Jimmy Young      | KOT   | 3 (10)  | 19/2/1973  | Filadelfia, Pensilvania           |
| 44  | Victoria  | 42-2    | Leroy Caldwell   | KO    | 2 (10)  | 25/10/1972 | Newton Falls, Ohio                |
| 43  | Victoria  | 41-2    | A. J. Staples    | KOT   | 1 (10)  | 19/9/1972  | Canton, Ohio                      |
| 42  | Victoria  | 40-2    | Vicente Rondón   | PTS   | 10      | 26/8/1972  | Canton, Ohio                      |
| 41  | Victoria  | 39-2    | Lou Bailey       | KO    | 2 (10)  | 5/5/1972   | Akron, Ohio                       |
| 40  | Victoria  | 38-2    | Bob Felstein     | KOT   | 5 (10)  | 22/4/1972  | Struthers, Ohio                   |
| 39  | Victoria  | 37-2    | Charley Polite   | KO    | 3 (10)  | 6/4/1972   | Warren, Ohio                      |
| 38  | Victoria  | 36-2    | Elgie Walters    | KO    | 2 (10)  | 15/2/1972  | Beaumont, Tejas                   |
| 37  | Victoria  | 35-2    | Ted Gullick      | KO    | 6 (10)  | 1/2/1972   | Warren, Ohio                      |
| 36  | Victoria  | 34-2    | Del Morris       | KO    | 3 (10)  | 28/11/1971 | Bryant, Dakota del Sur            |
| 35  | Victoria  | 33-2    | Cleo Daniels     | KO    | 2 (10)  | 23/11/1971 | Warren, Ohio                      |
| 34  | Victoria  | 32-2    | Elmo Henderson   | KO    | 4 (10)  | 28/10/1971 | Stateline, Nevada                 |
| 33  | Victoria  | 31-2    | Charlie Boston   | KO    | 2 (10)  | 16/10/1971 | Akron, Ohio                       |
| 32  | Victoria  | 30-2    | Pat Duncan       | KO    | 5 (10)  | 28/9/1971  | Reno, Nevada                      |
| 31  | Victoria  | 29-2    | Richard Pittman  | KO    | 1 (10)  | 11/8/1971  | Paradise, Nevada                  |
| 30  | Victoria  | 28-2    | Bill McMurray    | KO    | 1 (10)  | 13/7/1971  | Stateline, Nevada                 |
| 29  | Victoria  | 27-2    | Bill Hardney     | KO    | 1 (10)  | 29/6/1971  | Warren, Ohio                      |
| 28  | Victoria  | 26-2    | Chuck Leslie     | KO    | 10 (10) | 10/6/1971  | Stateline, Nevada                 |
| 27  | Victoria  | 25-2    | Willie Johnson   | KOT   | 4 (10)  | 24/4/1971  | Tampa, Florida                    |
| 26  | Victoria  | 24-2    | Mac Harrison     | KO    | 2 (10)  | 21/4/1971  | Akron, Ohio                       |
| 25  | Victoria  | 23-2    | Young Agabab     | KO    | 1 (10)  | 24/3/1971  | Paradise, Nevada                  |
| 24  | Victoria  | 22-2    | Steve Carter     | KOT   | 1 (10)  | 3/3/1971   | Paradise, Nevada                  |
| 23  | Victoria  | 21-2    | Dick Gosha       | KOT   | 5 (10)  | 17/2/1971  | Akron, Ohio                       |
| 22  | Victoria  | 20-2    | Johnny Mac       | KO    | 3 (10)  | 3/2/1971   | Paradise, Nevada                  |
| 21  | Victoria  | 19-2    | Nat Shaver       | KO    | 1 (6)   | 15/1/1971  | Miami Beach, Florida              |
| 20  | Victoria  | 18-2    | Lee Estes        | KO    | 2 (8)   | 6/1/1971   | Paradise, Nevada                  |
| 19  | Victoria  | 17-2    | Bunky Akins      | KO    | 1 (6)   | 7/12/1970  | Nueva York, estado de Nueva York  |
| 18  | Victoria  | 16-2    | Johnny Mac       | KOT   | 4 (8)   | 18/11/1970 | Austintown, Ohio                  |
| 17  | Victoria  | 15-2    | Johnny Hudgins   | KO    | 1 (6)   | 14/10/1970 | Canton, Ohio                      |
| 16  | Victoria  | 14-2    | Don Branch       | KO    | 1 (6)   | 12/9/1970  | Columbus, Ohio                    |
| 15  | Victoria  | 13-2    | Jim Daniels      | KO    | 1 (10)  | 29/8/1970  | Austintown, Ohio                  |
| 14  | Derrota   | 12-2    | Ron Stander      | KO    | 5 (8)   | 11/5/1970  | Omaha, Nebraska                   |
| 13  | Victoria  | 12-1    | Frank Smith      | KOT   | 4 (6)   | 14/4/1970  | Canton, Ohio                      |
| 12  | Victoria  | 11-1    | Ron Asher        | KO    | 1 (8)   | 23/3/1970  | Austintown, Ohio                  |
| 11  | Victoria  | 10-1    | Art Miller       | KOT   | 1 (6)   | 10/3/1970  | Canton, Ohio                      |
| 10  | Victoria  | 9-1     | Abe Brown        | KOT   | 5 (6)   | 27/1/1970  | Orlando, Florida                  |
| 9   | Victoria  | 8-1     | Joe Byrd         | KOT   | 3 (6)   | 24/1/1970  | Canton, Ohio                      |
| 8   | Victoria  | 7-1     | Abe Brown        | KOT   | 1 (6)   | 7/1/1970   | Akron, Ohio                       |
| 7   | Victoria  | 6-1     | Gene Idelette    | KOT   | 2 (6)   | 23/12/1969 | Orlando, Florida                  |
| 6   | Victoria  | 5-1     | Chico Froncano   | KO    | 1 (4)   | 18/12/1969 | Canton, Ohio                      |
| 5   | Victoria  | 4-1     | J. D. McCauley   | KO    | 2 (4)   | 4/12/1969  | Akron, Ohio                       |
| 4   | Victoria  | 3-1     | Lee Roy          | KO    | 3 (6)   | 21/11/1969 | Rapid City, Dakota del Sur        |
| 3   | Derrota   | 2-1     | Stan Johnson     | PTS   | 4       | 13/11/1969 | Seattle, Washington               |
| 2   | Victoria  | 2-0     | George Holden    | KO    | 1 (6)   | 11/11/1969 | Orlando, Florida                  |
| 1   | Victoria  | 1-0     | Silas Howell     | KOT   | 1 (4)   | 6/11/1969  | Akron, Ohio                       |

| Notas |
| --- |
| Disputa el título mundial de los pesos pesados del Consejo Mundial de Boxeo (CMB) ante Larry Holmes (28 de septiembre de 1979).                                           |
| Disputa el título mundial de los pesos pesados del Consejo Mundial de Boxeo (CMB) y de la Asociación Mundial de Boxeo (AMB) ante Muhammad Alí (29 de septiembre de 1977). |
| Gana el título de los pesos pesados del estado de Nevada, entonces vacante, al vencer por nocaut a Pat Duncan (28 de septiembre de 1971).                                 |